# Церковь Антипия (Суздаль)
Церковь Антипия, епископа Пергамского (Антипиевская церковь) — православный храм в центральной части Суздаля, расположенный между Торговой площадью и Ризоположенским монастырём. Датируется 1745 годом; имеет парную летнюю Лазаревскую церковь (1667). Колокольня Антипиевской церкви — одна из самых нарядных и заметных в Суздале.

## История

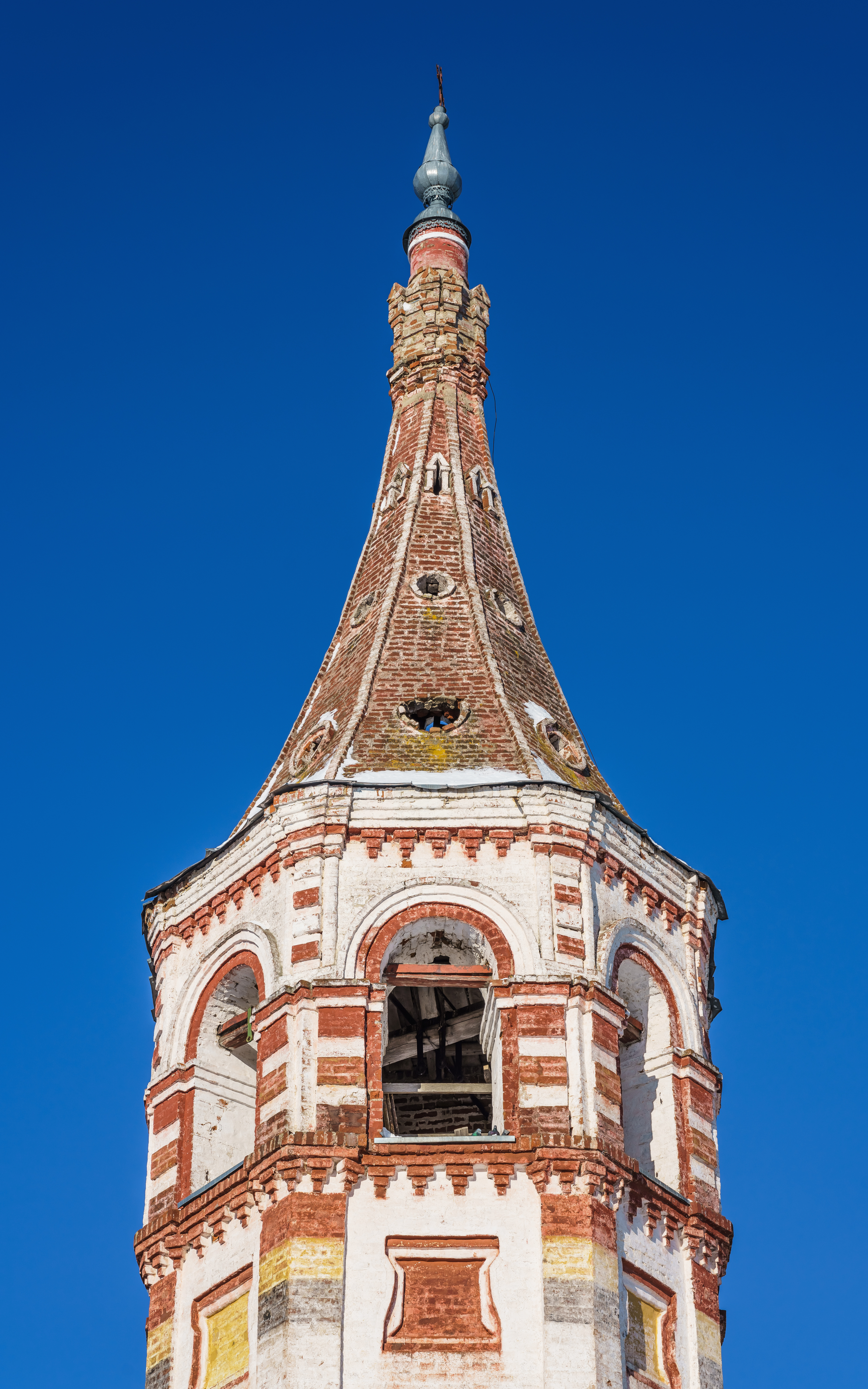
Шатровая башня

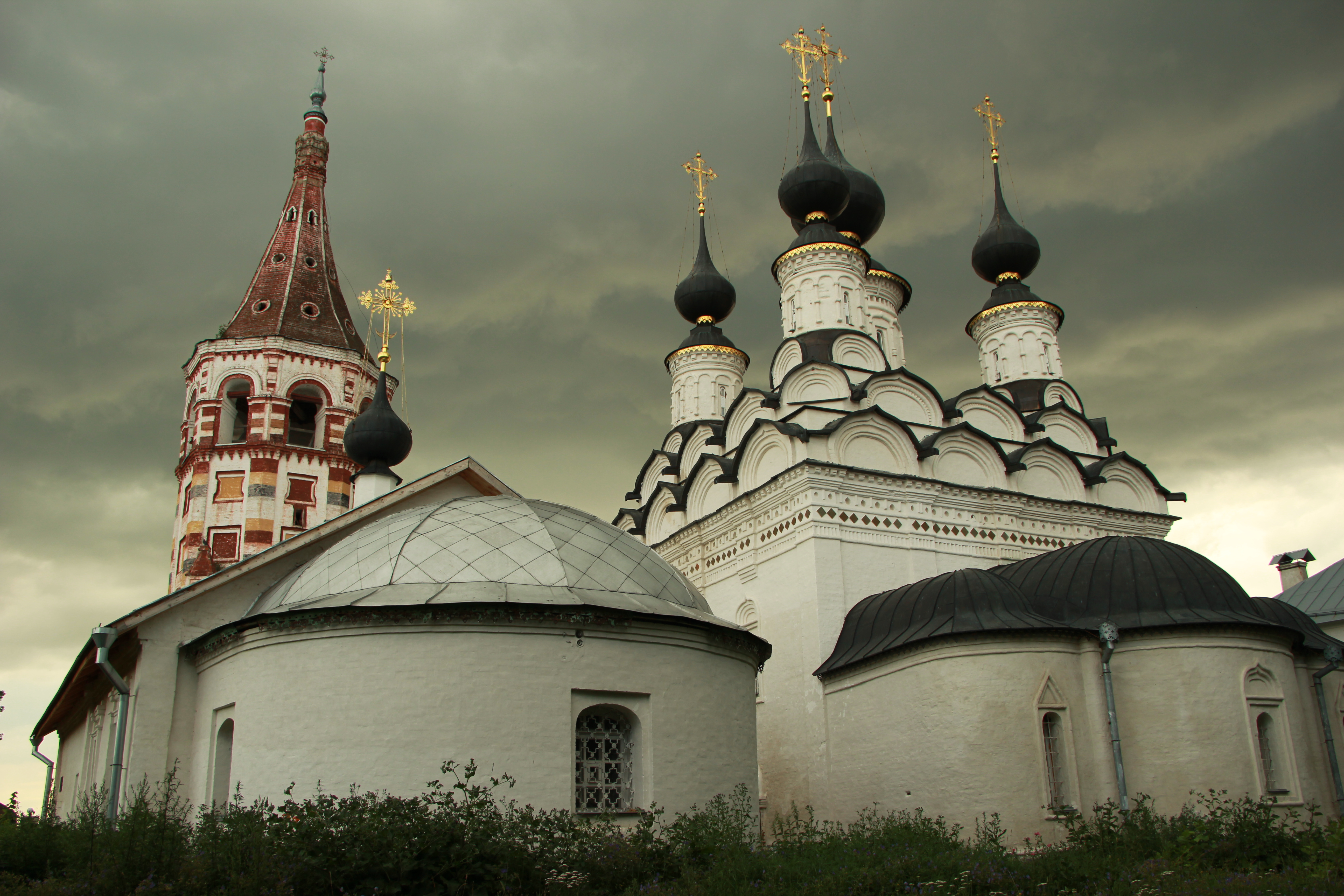
Церковь Антипы Пергамского и Лазаревская церковь со стороны улицы Ленина

В 1745 году рядом с Лазаревским храмом поставили каменную тёплую церковь с колокольней, освящённую во имя священномученика Антипы, епископа Пергамского.
После революции оба храма закрыли, всё их внутреннее убранство расхитили. В зимней Антипиевской церкви был устроен гараж. В 1959 году была произведена реставрация всего ансамбля под руководством Алексея Варганова, в ходе которой восстановлена наружная расцветка колокольни в соответствии со вкусами посада XVII века. C 1960-х годов в связи с тем, что Суздаль сделался туристическим центром, внешне церкви поддерживались.
В 1994 году вместе с Антипиевской церковью была передана в пользование неканонической «Российской православной свободной церкви», впоследствии переименованной в «Российскую православную автономную церковь» (РПАЦ). Освящён в присутствии епископа Григория (Граббе)
В 2006 году в арбитражном суде Владимирской области начался процесс, приведший в феврале 2009 года к изъятию из пользования РПАЦ 13 суздальских храмов, в том числе комплекс Лазаревской и Антипиевской церквей. В декабре того же года оба храма были переданы Владимирской епархии Русской православной церкви. После этого вместе с Лазаревским стал приписным к Михаило-Архангельскому храму. Восстановление Лазаревского и Антипьевского храмов было поручено иерею Александру Лисину.

## Архитектура
Основное здание церкви представляет собой типичный одноэтажный зимний храм с маленькой главкой на невысоком барабане.
Колокольня, по-видимому, появилась несколько ранее основного строения и своей наружной расцветкой характерна скорее для XVII века. Она напоминает колокольню Никольской церкви в Кремле и представляет собой восьмерик, поставленный на четырехгранную клеть. Её вогнутый шатёр украшен тремя рядами круглых слуховых отверстий, а фасад декорирован рустом и ширинками.